# Acrocercops trisigillata
Acrocercops trisigillata är en fjärilsart som beskrevs av Edward Meyrick 1921. Acrocercops trisigillata ingår i släktet Acrocercops och familjen styltmalar. Inga underarter finns listade i Catalogue of Life.